# Yle Radio 1
Yle Radio 1 – program radiowy publicznego nadawcy fińskiego Yleisradio, historycznie pierwszy i najstarszy program nadawcy, propagujący kulturę wysoką. Nadaje całą dobę.

## Historia
Pod nazwą Radio 1 program funkcjonuje od roku 2003. Po rozszczepieniu jedynego fińskiego programu radiowego Yleisohjelma w 1963, program nadawał do roku 1990 pod nazwą 1 - verkko, a następnie Radio Ylen Ykkönen (pol. „jedynka”).

## Format
Radio nadaje wiadomości, audycje kulturalne, słuchowiska radiowe, jak również muzykę poważną, ludową i jazz.